# Эйс Вентура: Розыск домашних животных
«Эйс Вентура: Розыск домашних животных» (англ. Ace Ventura: Pet Detective) — комедия Тома Шедьяка с Джимом Керри в главной роли: дебютная работа режиссёра и первый фильм из серии приключений об эксцентричном детективе Эйсе Вентуре. Премьера фильма состоялась 4 февраля 1994 года. Фильм стал лидером американского кинопроката, несмотря на то, что был холодно оценён кинокритикой, в том числе и за негативное изображение трансгендерных людей.

## Сюжет
Эйс Вентура — частный детектив, занимающийся поиском пропавших и похищенных домашних животных. Он отличается странной причёской, гавайской рубашкой и гипертрофированным, почти нездоровым чувством юмора. В начальной сцене фильма показано, как он ловко спас собаку породы ши-тцу, обманув похитителя с помощью игрушечной копии, а после получил «страстную благодарность» от хозяйки животного.
За две недели до начала финального матча по американскому футболу со стадиона имени Джо Робби в Майами (ныне «Хард Рок-стэдиум») неизвестные похищают главный талисман команды «Майами Долфинс», дельфина по кличке Снежок. Мистер Риддл, владелец команды, понимает, что если во время проведения соревнований талисман будет отсутствовать, настрой суеверных спортсменов резко ухудшится, и при таком раскладе они обязательно проиграют важнейший матч сезона. Он приказывает главному тренеру Роджеру Подактеру (Трой Эванс) и главному пресс-секретарю Мелиссе Робинсон (Кортни Кокс) до начала Супербоула вернуть дельфина, иначе они будут уволены. Секретарь команды рекомендует Мелиссе обратиться за помощью к Эйсу Вентуре, который некогда нашёл её пекинеса. После знакомства с Мелиссой и Подактером Эйс спускается в резервуар, в котором когда-то плавал Снежок, и находит первую улику преступления: янтарный камень редкой треугольной выделки.
Эйс узнаёт, что в городе проживает некто Рональд Кэмп, успешный бизнесмен и коллекционер рыб и морских животных. Подозревая его в похищении, Эйс вместе с Мелиссой отправляется на званый ужин в загородный особняк. Там он обследует большой резервуар, но обнаруживает в нём только несколько больших белых акул. Уходя с вечеринки, Эйс замечает на пальце Кэмпа кольцо с точно таким же янтарным камнем, какой он нашёл в фильтре бассейна Снежка. Выясняется, что подобные кольца с треугольно-обработанным куском янтаря в 1984 году от американской футбольной конференции получили все игроки команды. Эйс делает вывод, что похитителем является тот игрок, в кольце которого не окажется камня. Но после тотальной проверки всего состава оказывается, что янтарь имеется у всех.
Вскоре погибает выпав из окна своей квартиры администратор команды «дельфинов» Роджер Подактер, Эйс заключает, что это убийство было заказным. Он пытается связать смерть менеджера команды с пропажей Снежка и случайно узнаёт о ещё одном игроке «дельфинов» — кикере по имени Рэй Финкл, который отсутствовал в списке и не был проверен на наличие янтаря. Мелисса объясняет отсутствие Финкла на групповой фотографии тем, что он перешёл в команду только в середине сезона. Но кольцо он получил так же, как и остальные игроки. Выясняется, что карьера Финкла была довольно неудачной, в финальном матче того года на последних секундах игры он не забил верный гол, и «дельфины» проиграли Супербоул. Проклинаемый многочисленными фанатами он попытался продолжить выступления в чемпионате, но команда не продлила с ним контракт.
Эйс отправляется в родной город Финкла Тампа и знакомится с его престарелыми родителями. Он посещает детскую комнату, по обстановке которой становится ясно, что Финкл ужасно ненавидит другого игрока «дельфинов» Дэна Марино, который в том злополучном матче (финал 1984 года против «Сан-Франциско Форти Найнерс») для пробития решающего удара поставил мяч шнуровкой к игроку, а не к воротам, из-за чего Финкл смазал удар, и «дельфины» проиграли. Эйс и Мелисса решают, что Марино находится в смертельной опасности, но его похищают до того, как они успевают что-либо сделать.
Эйс возвращается в Майами и рассказывает всё лейтенанту полиции Луис Эйнхорн (Шон Янг), женщине, занимающейся расследованием этого дела. Он предполагает, что мотивом похищения дельфина явился тот факт, что Снежку присвоили 5-й командный номер, который когда-то принадлежал Финклу. Финкл воспринял это как оскорбление и решил выпустить всю накопившуюся злость на несчастном водоплавающем животном.
В поисках Рэя Финкла Эйс посещает больницу для душевнобольных под названием «Тенистые Земли», в которую тот был когда-то насильственно помещён, и из которой когда-то сбежал. Изображая душевнобольного футболиста, Эйс обследует кладовую больницы и находит коробку с личными вещами Финкла. Среди них детектив обнаруживает вырезанную из газеты статью, в которой сообщается о пропаже девушки по имени Луис Эйнхорн, тело которой так и не было найдено. Эйс просит помощи у Эмилио, своего приятеля из полицейского участка, тот обследует ящики стола Эйнхорн и находит адресованное ей любовное письмо от Роджера Подактера.
Все попытки найти хоть какую-нибудь связь между Финклом и Эйнхорн заканчиваются неудачно, пока маленькая собака Эйса не ложится на фотографию Финкла. Шерсть собаки располагается таким образом, что Финкл стал похож на женщину. Наблюдая за этим, Эйс наконец понимает, что лейтенант Луис Эйнхорн — это на самом деле и есть бывший футболист Рэй Финкл. Эйс судорожно чистит зубы, сжигает одежду и принимает долгий-долгий душ, потому что намедни целовался с Эйнхорн, не зная, что она является мужчиной.
Преследуя подозреваемую, Эйс попадает в портовые склады, где находит и Снежка, и Дэна Марино. Эйнхорн ловит его и немедленно вызывает полицию. Когда полицейские приезжают и уже собираются арестовать Эйса (по приказу Эйнхорн), появляются Мелисса и Эмилио и спасают своего друга. Эйс объясняет всем собравшимся мотивы Финкла и то, что Эйнхорн на самом деле не является той, за кого себя выдаёт. В качестве доказательства он срывает с неё платье, разворачивает спиной к полицейским и указывает всем на рельефно заметный под трусами член, который «Лоис» скрывала, зажимая между ног. Открытие вызывает у всех полицейских ту же реакцию, которую когда-то испытал Эйс. В отчаянии Эйнхорн предпринимает последнюю попытку убийства Эйса, но падает в резервуар к Снежку. Эйс снимает с неё кольцо, на котором как раз не хватает маленького янтарного камня.
Фильм заканчивается сценой драки между Эйсом и талисманом команды «Филадельфия Иглз». Во время футбольного матча Эйс пытался поймать редкого белого голубя (того, что был в начале), за которого назначена награда в 25 тысяч долларов. Но человек в костюме орла спугивает птицу, в результате чего оказывается втянутым в ожесточённое противостояние с детективом домашних животных.

## В ролях
- Джим Керри — Эйс Вентура
- Кортни Кокс — Мелисса Робинсон
- Шон Янг — лейтенант Луис Эйнхорн
- Дэн Марино — в роли самого себя
- Трой Эванс — Роджер Подактер
- Удо Кир — Рональд Кэмп
- Рэйнор Щейне — Вудсток
- Тоун Лок — Эмилио
- Гэри Манч — Директор
- Тайни Рон — Рок
- Скотт Митчелл — владелец Майами Долфинс
- Дон Шала — в роли самого себя
- Билл Зацкерт — отец Рэя Финкла
- Элис Драммонд — мать Рэя Финкла
- Нобль Уиллинхэм — Риддл
- Крис Барнс — в роли самого себя
- Рэндалл «Текс» Кобб — в роли самого себя
- Джон Кэподиче — сержант Агуадо
- Франк Адонис — Винни
- Тэрри Миллер — помощник Директора
- Марк Марголис — мистер Шикадэнс
- Дэвид Марголис — доктор
- Уилл Кникербокер — менеджер
- Ребекка Ферратти — женщина с собачкой
- Носи — дельфин Снежок

## Производство
- Вечеринка Рональда Кэмпа снималась на вилле Визкайя[10].
- В фильме снялась дэт-метал группа Cannibal Corpse, исполнившая в одном из эпизодов песню «Hammer Smashed Face».